# Claudine Bohi
Claudine Bohi est une poétesse française née le 31 janvier 1947.

## Biographie
Agrégée de lettres et psychanalyste, Claudine Bohi a enseigné au lycée Voltaire (Paris) et partage sa vie entre Paris, Strasbourg et Narbonne.
Son travail poétique, selon Claude Ber, interroge le passage entre la chair et le mot, l'inquiétude et le questionnement. Elle figure notamment dans les anthologies L'érotisme dans la poésie féminine, de Pierre Béarn (Pauvert, 1993) et L'anthologie de la poésie érotique, de Pierre Perret (Nil, 1995), ainsi que dans plusieurs autres.
Claudine Bohi a reçu le prix Paul-Verlaine en 1998 pour le recueil Atalante, ta course (Éditions La Bartavelle) , ainsi que le prix Mallarmé 2019 pour Naître, c'est longtemps (Éditions La Tête à l'envers, 2018).

## Œuvres
- Car la vie est cerise téléphone à ton arbre, Dijon Paris, France, Éditions Le Pont de l'Épée / Guy Chambelland, 1983, 55 p. (BNF 34749586)
- Le Nom de la mer, Dijon Paris, France, Éditions Le Pont de L’Épée / Guy Chambelland, 1987, 62 p. (BNF 34969544)
- Divan, Cerisiers, Éditions Le Pont sous l’eau / Guy Chambelland, 1990, 50 p.
- Le Mensonge de l’aile, livre d'art avec le peintre Eva David, Paris, Éditions Librairie Galerie Racine, 1998
- Atalante, ta course, Charlieu, France, La Bartavelle Éditeur, coll. « Modernités », 1998, 50 p.

- Prix Paul-Verlaine de la Maison de Poésie 1998
- L’Ange fraudeur. Choix de poèmes, 1983-1998, Charlieu, France, La Bartavelle Éditeur, 1999, 192 p.  (ISBN 2-87744-528-3)
- Une saison de neige avec thé, Chaillé-sous-les-Ormeaux, France, Éditions Le Dé bleu, coll. « l’Idée bleue », 2004, 87 p.  (ISBN 2-84031-188-7)
- Livre d’artiste avec le peintre Hughes de la Taille, Les deux rives, 2007
- La Plus Mendiante, Limoges, France, Éditions Le bruit des autres, 2007, 87 p.  (ISBN 9782-914461-89-4)
- Voiture cinq, quai vingt et un, Limoges, France, Éditions Le bruit des autres, 2008, 61 p.  (ISBN 978-2-35652-015-9)
- Même pas, suivi de On n'en peut plus, Limoges, France, Éditions Le bruit des autres, 2009, 99 p.  (ISBN 978-2-35652-038-8)[2]

- Prix Aliénor 2010
- Avant les mots, dessins de Magali Latil, Toulouse, France, Éditions Érès, coll. « Po&psy », 2012, 51 p.  (ISBN 978-2-7492-1655-3)
- On serre les mots, Limoges, France, Éditions Le bruit des autres, 2013, 82 p.  (ISBN 978-2-35652-092-0)
- L’Œil est parfois rétif, phot. d’Olivier Gouéry, Limoges, France, Éditions Le bruit des autres, 2013, 112 p.  (ISBN 978-2-35652-096-8)
- Mettre au monde, peintures d'Anne Slacik, Éditions L'herbe qui tremble, 2018
- Naître, c'est longtemps, Éditions La Tête à l'envers, 2018

- Prix Mallarmé 2019
- L’Enfant de neige, L'herbe qui tremble, 2020, 160 p.  (ISBN 978-2-918220-97-8)
- Rêver réel, La Tête à l'envers, 2020
- Regarde, L'herbe qui tremble, 2022
- Un couteau dans la tête, L'herbe qui tremble, 2022.
- Parfois l'un d'entre nous, L'herbe qui tremble, Galerie Papiers d'Art, à l'occasion de l'exposition d'Anne Slacik, juin 2023.
- Je cherche un enfant, peintures de Germain Roesz, éditions Les Lieux-Dits, 2024.
- Ma neige, peintures de Germain Roesz, éditions Les Lieux-Dits, collection Bas de page, 2025.
- À tâtons dans le siècle, éditions Les Lieux-Dits, 2025, 89 p.
- Passage secret, préface de Pierre Brunel, éditions La Rumeur libre, 2025, 105 p.